# Jean-Charles Cavaillé
Jean-Charles Cavaillé (* 17. Dezember 1930 in Dellys, Algerien; † 12. Oktober 2012 in Noyal-Pontivy, Frankreich) war ein französischer Politiker. Er war von 1978 bis 2002 Abgeordneter der Nationalversammlung.
Cavaillé wuchs in Algerien auf und studierte dort an der Universität von Algier Jura. Nach dem Ende des Algerienkriegs ging er 1962 in sein Heimatland Frankreich. In Noyal-Pontivy, wo er sich angesiedelt hatte, bewarb er sich 1971 um das Amt des Bürgermeisters und wurde gewählt, ohne zuvor Mitglied des Gemeinderats gewesen zu sein oder ein anderes Amt ausgeübt zu haben. 1976 gelang ihm darüber hinaus die Wahl in den Generalrat des Départements Morbihan. Dem folgte 1978 eine Kandidatur im dritten Wahlkreis des Départements Morbihan, wo ihm für das konservative Rassemblement pour la République der Einzug in die Nationalversammlung gelang. 1981 zog er zudem in den Regionalrat der Region Bretagne ein. Als Abgeordneter wurde er 1981, 1986, 1988, 1993 und 1997 wiedergewählt. 1998 gelang ihm die Wahl zum Präsidenten des Generalrats von Morbihan. Mit der Aufgabe dieses Amtes zog sich Cavaillé 2004 aus der Politik zurück. Er starb im Oktober 2012 an Herzversagen.